# Linnaemya nudithorax
Linnaemya nudithorax là một loài ruồi trong họ Tachinidae.